# خوسيه دي إسبرونثيدا
خوسيه إجناثيو خابير أوريل إنكارناثيون دي إسبرونثيدا ديلجادو (بالإسبانية: José de Espronceda)‏ شاعر إسباني ينتمي لتيار الرومانسية في إسبانيا، وُلد في في بلدية ألمندراليخو إحدى منطقة إكستريمادورا في 25 مارس عام 1808. أسس جمعية سرية من النوماتينوس، وكان تهدف إلى الإطاحة بالحكم المطلق، ولقد تم حبسه على خلفية ذلك الأمر. هرب إلى لشبونة في سن الثامنة عشر، حيث انضم هناك إلى المنفيين الليبراليين. وهناك التقى بتريزا مانشا حيث عاش معها في لندن. وبعد هذا النشاط السياسي المضطرب، عاد إلى إسبانيا عام 1833. كانت حياته مبعثرة ومليئة بالمغامرات، لذا ترك حبيبته تريزا مانشا عام 1838. وعندما أوشك علي الزواج من حبيبة أخرى، كان قد تُوفي في مدريد في 23 مايو عام 1842. ومن أشهر أعماله الشعرية تلك التي ظهرت تلك الأبيات في أحد قصائده: «المعارك والعواصف والعلاقات الغراميةعن طريق البحر والبر ، الحوادث ، وأوصاف الحقول والمدن التحديات والكوارث وغضب المشاعر المتعة والسعادةوالمهارات والهذيان مع بعض التأملات الأخلاقية حول الحياة والموت من بلدي ، والتي هي موطن قوتي.»

## مسيرته الأدبية
كتب إسبرونثيدا في أنواع أدبية عدة، من بينها: الرواية التاريخية والتي ظهرت في مع سانشو سالدانيا أو الكاستيانو دي كوييار عام 1834. وقام بنشر بعض القصائد بعد عودته من المنفي عام 1840، وكانت عبارة عن مجموعة قصائد ذات خصائص غير متوازنة، حيث كانت تجمع قصائد للشباب بنفحات الكلاسيكية الجديدة جنبًا إلى جنب مع الرومانسية الأكثر تعاليًا. وكان له العديد من القصائد التي كانت تتحدث عن الشخصيات المهمشة مثل الشحاذ والجلاد والمتسول.
ومن أشهر أعماله، ظهرت طالب من سالامانكا عام 1840، وهي عبارة عن مقطوعة شعرية مكونة من 2000 بيتًا شعريًا بأوزان مختلفة. وكانت تتناول جرائم فيليكس دي مونتي مار، الذي كان يحب السيدة إليبرا ووالتي عندما تركها ماتت من الحب. وفي ذات ليلة كان يتأمل مدفنها، وفي قصر الموتي تزوج من جثتها ومات هو أيضًا. إضافة إلى العالم الشيطاني، كان عملًا غير مكتمل، وكان يضم 8100 بيتًا شعريًا متعدد الأوزان، وكان يبدو كما لو أنه ملحمة من حياة الإنسان. وكانت تحتل الأغنية الثانية، أغنية لتريزا، جزءًا كبيرًا من القصيدة، حيث كان يتذكر حبه لتريزا ويبكي بسبب موتها.

## روابط خارجية
- خوسيه دي إسبرونثيدا على موقع الموسوعة البريطانية (الإنجليزية)
- خوسيه دي إسبرونثيدا على موقع ميوزك برينز (الإنجليزية)